# Cedusa mexicana
Cedusa mexicana är en insektsart som beskrevs av Caldwell 1944. Cedusa mexicana ingår i släktet Cedusa och familjen Derbidae. Inga underarter finns listade i Catalogue of Life.